# Гектор (префект Прованса)
Гектор (лат. Hector; казнён в 675, Отён) — префект и патриций, правитель Прованса в 673—675 годах.

## Биография
Предполагается, что Гектор был вестготом, ставшим патрицием Прованса приблизительно в 673 году, когда все королевства франков (Австразия, Нейстрия и Бургундия) объединились под властью одного монарха — Хильдерика II из династии Меровингов. Резиденция Гектора находилась в Марселе.
Будучи сторонником епископа Отёна Леодегария, Гектор выступал против централизаторской политики майордома Эброина. И Леодегарий, и Эброин, будучи самыми влиятельными персонами при дворе Хильдерика II, старались подчинить своей воле монарха. Сначала более приближённым к королю был епископ Отёна, но после того как тот стал критиковать Хильдерика II за неподобающее поведение, он лишился монаршей милости и был вынужден уступить своё место у трона Эброину.
На Пасху 675 года Гектор прибыл в Отён ко двору короля Хильдерика II. Здесь было запланировано рассмотрение судебной тяжбы между правителем Прованса и епископом Клермона святым Приестом. Однако вместо прений о взаимных претензиях Гектор вместе с Леодегарием был обвинён Приестом в заговоре против короля. Тут же с согласия монарха верные Хильдерику II люди казнили Гектора, а Леодегарий был отправлен в ссылку в Люксёйское аббатство, где также вскоре был убит по наущению Эброина. В «Мученичестве Леодегария» сообщается, что Гектор был казнён в Великую субботу. Предполагается, что причиной гибели правителя Прованса были как интриги франкского майордома и его сторонников, так и личная неприязнь к Гектору короля Хильдерика II.
Убийство префекта Гектора и епископа Леодегария положило начало междоусобице среди франков. В результате неё Хильдерик II в том же 675 году потерял трон, а Эброин в 681 году — жизнь. Епископ Приест также вскоре погиб: как главный виновник казни Гектора он был схвачен и убит 25 января 676 года в селении Вольвик сторонниками (возможно, родственниками) префекта Прованса из числа вестготов.
Воспользоваться отсутствием в Провансе законного правителя попытался властитель Эльзаса герцог Адальрих. Во главе войска он вторгся во владения Гектора, но не смог захватить Лион и должен был возвратиться в свои земли. Здесь он обнаружил, что его имущество по приказу нового короля Теодориха III конфисковано в пользу верных монарху лиц. О преемнике Гектора в качестве правителя Прованса в исторических источниках не сообщается вплоть до конца 670-х годов, когда упоминается о новом префекте Боните, брате епископа Авита II Клермонского.